# Jaime González (Fußballspieler, 1938)
Jaime González Ortiz (* 1. April 1938; † 18. Januar 1985) war ein kolumbianischer Fußballspieler. Der rechte Außenverteidiger nahm mit der kolumbianischen Nationalmannschaft an der Fußball-Weltmeisterschaft 1962 in Chile teil.

## Karriere

### Verein
Jaime González spielte von 1960 bis 1963 für América de Cali, ehe er sich 1964 Millonarios anschloss, wo er bis 1967 aktiv war und die Meisterschaft 1964 gewann. In der Saison 1968 stand er im Kader von Deportivo Pereira. Anschließend wechselte er zu Deportes Tolima, für das er in den Jahren 1969 und 1970 spielte. Seine aktive Laufbahn ließ er 1971 bei Deportivo Pereira ausklingen.

### Nationalmannschaft
González gehörte zum Kader der kolumbianischen Nationalmannschaft bei der Weltmeisterschaft 1962 in Chile und kam dort in allen drei Gruppenspielen über die volle Spielzeit zum Einsatz. Die Cafeteros schieden in der Gruppenphase mit einem Punkt aus drei Spielen aus. Ein Jahr später spielte Serrano beim Campeonato Sudamericano 1963, bei dem er vier Partien bestritt und mit Kolumbien den letzten Platz belegte. Insgesamt lief er sieben Mal für die Nationalmannschaft auf.

## Erfolge
Millonarios
- Kolumbianischer Meister: 1964